# Konstantin Batiusjkov

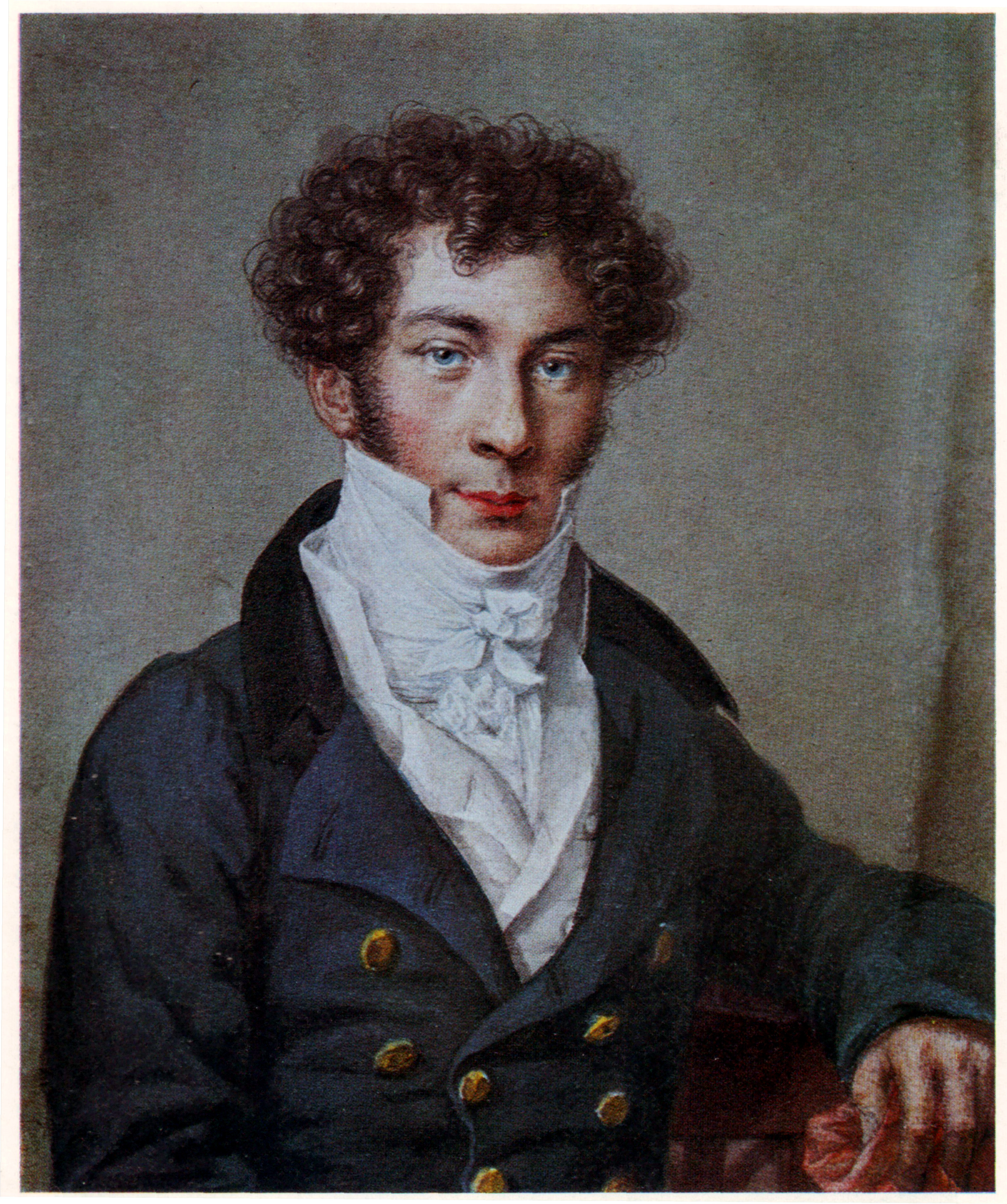
Konstantin Batiusjkov.

Konstantin Nikolajevitj Batiusjkov (ryska: Константин Николаевич Батюшков), född 29 maj (gamla stilen: 18 maj) 1787 i Vologda, död där 19 juni (gamla stilen: 7 juni) 1855, var en rysk författare.
Batiusjkov blev officer 1806 och deltog såväl i finska kriget 1808–09 som i kriget mot Napoleon I 1813–14. Därefter blev han diplomat och anställdes 1818 vid ryska beskickningen i Neapel. Han studerade med förkärlek den italienska poesin, i synnerhet Torquato Tasso, som var hans förebild. Bland hans prosaiska arbeten märks hans skildring av Finlands naturskönheter. Hans dikter och prosaiska arbeten samlades och utgavs 1817 av hans vän Nikolaj Gneditj. År 1877 utgavs hans samlade verk jämte hans biografi av Leonid Majkov. Batiusjkov besökte 1814 Sverige (på genomresa till England), vilket gav honom stoff till några fornnordiska kväden i tysk-romantisk stil. Han avled efter långvarig sinnessjukdom.